# Cobubatha monada
Cobubatha monada är en fjärilsart som beskrevs av Dyar 1914. Cobubatha monada ingår i släktet Cobubatha och familjen nattflyn. Inga underarter finns listade i Catalogue of Life.